# Traces (film)
Pour l’article homonyme, voir Traces.
Pour plus de détails, voir Fiche technique et Distribution.
Traces (Restos do vento, litt. « Reste du vent ») est film luso-français réalisé par Tiago Guedes, sorti en 2022.

## Synopsis
Dans un village, au nord du Portugal, Laureano retrouve ses agresseurs, 25 ans plus tard, pour la fête du village, mais, à la nuit tombée, tout revient au passé : la tradition païenne veut toujours et encore que les garçons fouettent les filles, et d'en provoquer d'autres tragédies,.

## Fiche technique
Sauf indication contraire, les informations mentionnées dans cette section peuvent être confirmées par la base de données cinématographiques Unifrance,  présente dans la section « Liens externes ».
- Titre original : Restos do vento
- Titre du travail : Restos[3]
- Titre français : Traces
- Réalisation : Tiago Guedes
- Scénario : Tiago Guedes et Tiago Rodrigues
- Musique : n/a
- Décors : Isabel Branco
- Costumes : Isabel Carmona
- Photographie : Mark Bliss
- Son : Pierre Tucat
- Montage : Marcos Castiel
- Production : Paulo Branco
- Production déléguée : Mariana Marta Branco[4]
- Production exécutive : Ana Pinhão Moura
- Sociétés de production : Leopardo Filmes et Alfama Films[4] ; Arte France Cinéma (coproduction française)[4] ; Rádio e Televisão de Portugal (RTP) et APM Produções (coproductions portugaises)[4]
- Sociétés de distribution : Leopardo Filmes (Portugal), Alfama Films (France)
- Pays de production :  Portugal /  France
- Langue originale : portugais
- Format : couleur
- Genre : drame
- Durée : 127 minutes
- Dates de sortie :
  - France : 21 mai 2022 (Festival de Cannes)[1] ; 8 février 2023 (sortie nationale)
  - Portugal : 22 septembre 2022

## Distribution
- Albano Jerónimo : Laureano
- Nuno Lopes : Samuel
- Isabel Abreu (pt) : Judite
- João Pedro Vaz : Paulo
- Gonçalo Waddington (pt) : Vitor
- Leonor Vasconcelos : Salomé
- Maria João Pinho (pt) : Ana
- Benjamim Barroso : Laureano, en 1995
- Catarina Pacheco : Sara
- Tónan Quito : Arnaldo
- Gustavo Sumpta : Firmino
- Ivo Arroja : Samuel, en 1995
- João Amaral : Paulo, en 1995
- Gonçalo Alves : Vitor, en 1995
- Fátima Branco : Emilia
- Cristovão Campos : Mateus
- João Dourado : le père de Vitor
- Maria Abreu : Judite, en 1995

## Production

### Développement
En novembre 2020, Arte France Cinéma soutient financièrement Tiago Guedes, en tant que scénariste et réalisateur, en pleine préparation de son prochain film provisoirement intitulé Restos, produit par Leopardo Filmes et Alfama Films.
En avril 2022, on apprend que le titre du film devient officiellement Restos do vento, que le scénario est écrit en partenariat entre le réalisateur et le dramaturge Tiago Rodrigues et qu'il est coproduit par Arte France Cinéma, Rádio e Televisão de Portugal (RTP) et APM Produções, avec le soutien de l'Instituto do Cinema e Audiovisual (ICA), Fundo de Apoio ao Turismo e ao Cinema et Correio da Manhã TV (CMTV),.

### Distribution des rôles
En avril 2022, on révèle les noms des acteurs du film : Albano Jerónimo, Nuno Lopes, Isabel Abreu (pt), João Pedro Vaz, Gonçalo Waddington (pt) et Leonor Vasconcelos,.

### Tournage
Le tournage a lieu dans le village de Meimão (pt), municipalité de Penamacor, et à Bragance, dans la région Nord.

### Musique
Aucune musique n'est présente dans ce film, hormis les chansons de la fête du village, et le réalisateur se l'explique : « La raison est très simple. Le cinéma est un art manipulateur, nous manipulons toujours les émotions. Je préfère tirer mes propres conclusions que d'être manipulé par la musique » (« A razão é muito simples. O cinema é uma arte manipuladora, estamos sempre a manipular emoções. Prefiro tirar eu as minhas próprias conclusões do que estar a ser manipulado pela música »).

## Accueil

### Festival et sorties
Le 14 avril 2022, le 75e festival de Cannes révèle la sélection officielle de ce film Restos do vento dans la section des « Séances spéciales », hors compétition,. La projection y a lieu au soir du 21 mai, et c'est une première depuis 16 ans pour le Portugal parce qu'aucun film portugais n'y avait plus été présenté — le dernier étant En avant, jeunesse ! (Juventude em Marcha, 2006) de Pedro Costa. Le film y est bien accueilli par les critiques,.
L'avant-première au Portugal a pour date le 22 septembre 2022. En France, la sortie est initialement prévue au 3 novembre 2022, sous la distribution de Alfama Films, avant d'être repoussée au 8 février 2023.

## Distinction

### Nomination
- Festival de Cannes 2022 : section « Séances spéciales »[1]

### Liens connexes
- (pt) Site officiel
- Ressources relatives à l'audiovisuel :   - Allociné
  - Centre national du cinéma et de l'image animée
  - IMDb
  - LUMIERE
  - Rotten Tomatoes
  - The Movie Database
  - Unifrance